# سینمای لوگزامبورگ

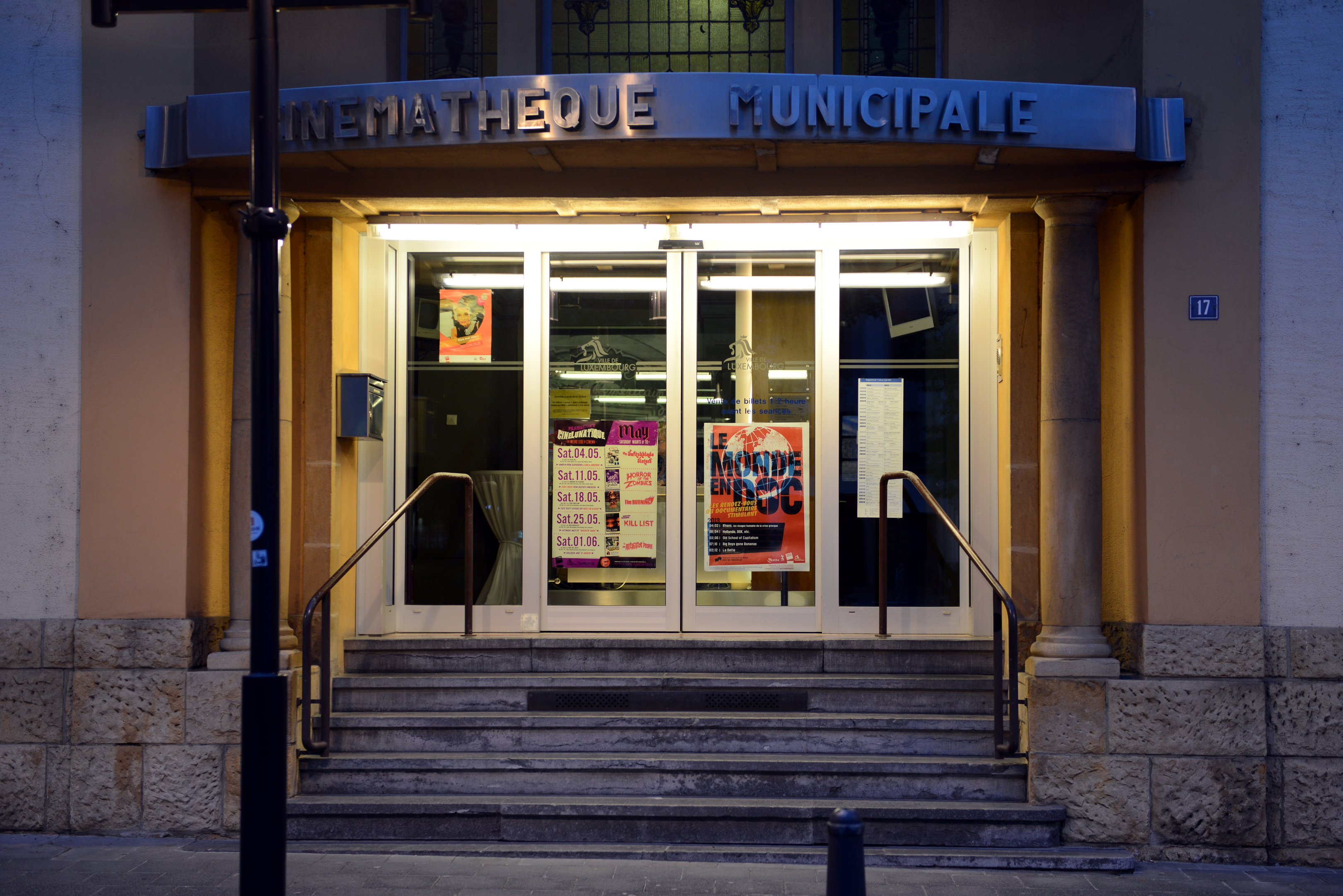
یک سالن سینما در شهر لوکزامبورگ

سینمای لوکزامبورگ به صنعت فیلم‌سازی و تولید مشترک فیلم در این کشور اشاره دارد. با اینکه سینمای بومی لوکزامبورگ خرد است، تاکنون فیلم‌های بسیاری هم توسط کارگردان‌های بومی و هم توسط دیگر فیلم‌سازان خارجی در جغرافیای لوکزامبورگ ساخته شده‌است.
پل کروختن از معدود فیلم‌سازان لوکزامبورگی بود که آثارش به جشنواره‌ها راه یافت. فیلم او با عنوان شب عروسی – پایان ترانه (Wedding Night – End of the Song) در بخش نوعی نگاه جشنواره فیلم کن ۱۹۹۲ به نمایش درآمد.

## فیلم‌هایی که تمام یا بخشی از آن در لوکزامبورگ فیلم‌برداری شدند
- مستأجر (۱۹۷۶)
- سایه خون‌آشام (۲۰۰۰)
- سربازان سگی (۲۰۰۲)
- نقطه ترس ۲۰۰۲)
- عملیات افراطی (۲۰۰۲)
- دختری با گوشواره مروارید (۲۰۰۳)
- اکتان (۲۰۰۳)
- ضرب (۲۰۰۳)
- بازسازی (۲۰۰۴)
- تاجر ونیزی (۲۰۰۴)
- امتیاز نهایی (۲۰۰۵)
- رنسانس (۲۰۰۶)
- بی‌عیب (۲۰۰۷)
- تعطیلات مستر بین (۲۰۰۷)
- بی‌عیب (۲۰۰۷)
- بدرود بافانا (۲۰۰۷)
- دروازه سوار شدن (۲۰۰۷)
- سرزمین باکره‌ها (۲۰۰۷)
- جی‌سی‌وی‌دی (۲۰۰۸)
- شکارچیان اژدها (۲۰۰۸)
- گرد و غبار (۲۰۰۹)
- شکارچیان (۲۰۱۱)
- هانا آرنت (۲۰۱۲)
- آقای هابلوت (۲۰۱۳)
- کنگره (۲۰۱۳)
- ترانه دریا (۲۰۱۴)
- عشق دیوانه (۲۰۱۴)
- سرقت آمریکایی (۲۰۱۴)
- ۱۰۸ پادشاه دیو سرشت (۲۰۱۵)
- وای! کشتی رفت… (۲۰۱۵)
- عهد کاملاً جدید (۲۰۱۵)
- کلنیا (۲۰۱۵)
- جشن ملی فرانسه (۲۰۱۶)
- یک جشن عروسی (۲۰۱۶)
- نان‌آور (۲۰۱۷)

## آمار و ارقام
در حال حاضر در لوکزامبورگ ۳۳ سالن مدرن و فعال سینمایی وجود دارد. تولید سرانه فیلم سالیانه، ۱۳ فیلم بلند، یک فیلم انیمیشن و ۲ فیلم مستند است. جمعیت سینماروی لوکزامبورگ سالیانه یک میلیون و سیصد هزار نفر برآورد شده‌است.